# 29 Canis Majoris
29 Canis Majoris —también conocida cómo UW Canis Majoris— es una estrella doble y una variable eclipsante de tipo Beta Lyrae (por lo que sólo puede separarse mediante espectroscopia) situada en la constelación del Can Mayor, a apenas 30 minutos de arco del cúmulo abierto NGC 2362, con el cual puede estar asociada. Su magnitud aparente varía entre las magnitudes 4,84 y 5,33 con un período de 4,39 días.
El sistema se halla a una distancia del Sol de 5400 años luz, y está formado por dos estrellas supergigantes de tipo espectral O en contacto, con unos parámetros desconocidos al no saberse la relación de masas de las estrellas que lo forman, dándose luminosidades para primaria y secundaria de entre 870000 y 410000 veces la del Sol y 170000 y 240000 veces la del Sol respectivamente. Sus masas varían respectivamente según ese parámetro entre 107 y 54 masas solares y 11 y 17 masas solares.